# 莱兹 (上比利牛斯省)
莱兹（法語：Lhez）是法国上比利牛斯省的一个市镇，位于该省中部，属于塔布区。该市镇总面积0.88平方公里，2009年时的人口为78人。

## 人口
莱兹人口变化图示